# 돌아갈 수 없는 고향
"돌아갈 수 없는 고향"은 한국에서 제작된 강대진 감독의 1972년 영화이다. 박노식 등이 주연으로 출연하였고 심준섭 등이 제작에 참여하였다.

## 출연

### 주연
- 박노식
- 김진규